# Стегний, Алексей Григорьевич
Алексей Григорьевич Стегний (род. 17 октября 1928 года) — бригадир каменщиков-монтажников Константиновского строительного управления треста «Красноармейскжилстрой» Министерства строительства предприятий тяжёлой индустрии Украинской ССР, Донецкая область. Герой Социалистического Труда (1971).
Досрочно выполнил принятое личное социалистические обязательство и плановые производственные задания Восьмой пятилетки (1966—1970). Указом Президиума Верховного Совета СССР (неопубликованным) от 5 апреля 1971 года «за выдающиеся успехи в выполнении заданий пятилетнего плана по строительству и вводу в действие производственных мощностей, жилых домов и объектов культурно-бытового назначения» удостоен звания Героя Социалистического Труда с вручением ордена Ленина и золотой медали Серп и Молот.